# Las Agüeras
Las Agüeras ist eines von 13 Parroquias und zugleich dessen Hauptort in der Gemeinde Quirós in Asturien, Nordspanien.

## Dörfer und Weiler
- Aciera 35 Einwohner 2011 43° 7′ 46″ N, 5° 55′ 47″ W
- Las Agüeras 46 Einwohner 2011
- Cortina 4 Einwohner 2011
- El Llano 5 Einwohner 2011
- Perueño 8 Einwohner 2011 43° 12′ 21″ N, 6° 0′ 36″ W
- Tene 38 Einwohner 2011 43° 12′ 30″ N, 5° 59′ 47″ W
- Villaorille 16 Einwohner 2011 43° 11′ 48″ N, 6° 0′ 13″ W

## Sehenswertes
- Pfarrkirche San Vicente